# 兰州博文科技学院
兰州博文科技学院，是位于甘肃省兰州市的一所民办普通高等学校。该院由甘肃建坤房地产开发有限公司全资持有。

## 历史
2002年由兰州交通大学申办、经甘肃省教育厅批准成立的兰州交通大学的公有民办二级学院——兰州交通大学博文学院。2004年被国家教育部确认为甘肃省首批独立学院，性质为民办大学，法人陈玲。2012年5月，增列为学士学位授予权单位。
2020年12月24日，教育部发展规划司发布《关于拟同意设置本科高等学校的公示》，拟定同意兰州交通大学博文学院转设为民办普通高等学校兰州博文科技学院。2021年2月2日，经中华人民共和国教育部批准，原属兰州交通大学管理的独立学院兰州交通大学博文学院脱离该校管理，并转设为民办普通高等学校兰州博文科技学院，由甘肃建坤房地产开发有限公司全资持有。

## 争议
2016年8月，该学院因开除患癌教师刘伶利，被法院兩度判决无效，引发网络热议，後刘伶利因此事精神打擊病亡後引起媒體關注，學院才改變態度上門道歉並且商定賠償還追贈恢復其職位。後經央視調查事件內幕，發現該學院是一種集體蓄意辭退有患病職員的潛在體制性舞弊，在患癌教师刘伶利被開除的前後時間還有兩位生病的職工和教師被開除，幾年前學院有一電工在上班期間去世，導致大筆在職死亡賠款，從此院長下了命令要人事部門將身體有問題的人員列為潛在隱患，在其生病後假意慰問說多休息幾天或准許電話口頭請假，事後再以請假程序不完備以曠職論，這種陷阱作法將人開除，較有警覺性的人堅持照規定請假的，最後就主導會議以學期末考核不理想強行開除。這種開除雖然主觀上只為規避賠償款風險，但額外效應是導致當事人職工醫保被取消，醫藥費大漲，刘伶利可能就是在這最後稻草壓力下死亡。而院长陈玲在之后也被查出其存在学历造假的情况。事件爆發後輿論嘩然全學院中高階幹部被調查處分，數人被黨中央開除。2016年9月13日陈玲主動辭去院長，外聘陈彪接任院長。